# Murder à la Mod
Murder à la Mod es una película de 1968 dirigida por Brian De Palma. La película fue estrenada en un cine en Nueva York. Rápidamente desapareció no mucho después y se pensaba estaba perdida. Sin embargo, la película fue estrenada por la productora Criterion en formato Blu-ray en abril de 2011, como un material extra para Blow out.
Fue la primera película para la cual Brian De Palma sirvió de guionista y director. En la película de 1981 Blow out, el personaje de Dennis Franz vio la película en TV.

## Elenco
- Andra Akers: Tracy
- William Finley: Otto
- Margo Norton: Karen
- Jared Martin: Chris
- Ken Burrows: Wiley